# Epicypta peruana
Epicypta peruana är en tvåvingeart som beskrevs av Lane 1962. Epicypta peruana ingår i släktet Epicypta och familjen svampmyggor.
Artens utbredningsområde är Peru. Inga underarter finns listade i Catalogue of Life.